# دولی
دولی (به ترکی استانبولی: Develi) شهری است در کشور ترکیه که در استان قیصریه واقع شده‌است. جمعیت این شهر بر اساس سرشماری سال ۲۰۰۸ میلادی ۳۶٬۰۷۲ نفر و بر اساس برآوردهای سال ۲۰۰۹ میلادی ۳۶٬۰۲۳ نفر می‌باشد.